# Мандельштам, Евгений Эмильевич
Евгений Эмильевич Мандельшта́м (29 апреля 1898, Санкт-Петербург — 1979, Ленинград) — советский сценарист документального кино.

## Биография
Родился в 1898 году в Санкт-Петербурге в еврейской семье. Младший брат поэта Осипа Мандельштама. В 1916 году окончил Тенишевское училище и поступил в Петроградский политехнический институт (ЦГИА СПб. ф. 478, оп. 3. д. 4119), с 1918 года учился и в 1925 году окончил — 1-й Ленинградский медицинский институт. В 1924—1931 годах ответственный секретарь бюро Ленинградского отделения МОДПиК. Перевёл несколько драм с немецкого языка, ставившихся на сцене. В годы Великой Отечественной войны — врач-эпидемиолог Ленинградского фронта, майор медицинской службы, обслуживал «дорогу жизни». В 1946 году, после демобилизации, возвращается к работе в кино, поступает редактором на студию «Леннаучфильм».
По его сценариям было снято более пятидесяти картин. Наиболее значительным был сценарий, написанный совместно с Д. С. Даниным и Н. И. Жинкиным, — о классической генетике, работа над которым началась ещё в разгар лысенковщины. Фильм не мог быть отснят около девяти лет, несмотря на активную помощь таких крупных учёных, как А. И. Берг, И. Е. Тамм, Б. Л. Астауров, Н. П. Дубинин, и других. В результате картина была снята режиссёром М. М. Клигман, но только после падения Т. Д. Лысенко.
Умер в 1979 году в Ленинграде.

## Семья
- Братья — Осип Мандельштам, поэт; Александр Мандельштам  (1892—1942)[2], работник книжной торговли.
- Первая жена — Надежда Дмитриевна Мандельштам (урождённая Дармолатова, ?—1922), сестра А. Д. Радловой[3] и С. Д. Лебедевой.
  - Дочь — Наталья (1920—1942)[4].
- Вторая жена (с 1928) — Татьяна Григорьевна Григорьева (1904—1981)[5], сотрудник МОДПиК, позднее энтомолог.
  - Сын — Юрий Мандельштам (род. 13.09.1930)[6], нейрофизиолог, доктор биологических наук.

## Фильмография
- 1957 — У порога сознания
- 1966 — Мы будем управлять жизнью; Жизнь в содружестве; В глубины живого

## Награды и премии
- Государственная премия РСФСР имени братьев Васильевых (1967) — за научно-популярный фильм «В глубины живого» (1966)
- Ломоносовская премия (1967)
- орден Красной Звезды (23.2.1944)
- медали